# Перішор (Долж)
Перішор (рум. Perișor) — село у повіті Долж в Румунії. Входить до складу комуни Перішор.
Село розташоване на відстані 211 км на захід від Бухареста, 33 км на південний захід від Крайови.

## Населення
За даними перепису населення 2002 року у селі проживали 1622 особи. Рідною мовою 1621 особа (99,9%) назвала румунську.
Національний склад населення села:
| Національність | Кількість осіб | Відсоток |
| -------------- | -------------- | -------- |
| румуни         | 1615           | 99,6%    |
| цигани         | 5              | 0,3%     |